# Espinasse (Puy-de-Dôme)
Espinasse ist eine französische Gemeinde mit 277 Einwohnern (Stand 1. Januar 2022) im Département Puy-de-Dôme in der Region Auvergne-Rhône-Alpes (vor 2016 Auvergne). Die Gemeinde gehört zum Arrondissement Riom und zum Kanton Saint-Éloy-les-Mines (bis 2015 Saint-Gervais-d’Auvergne). Die Einwohner werden Espinassois genannt.

## Lage
Espinasse liegt etwa 35 Kilometer westnordwestlich von Riom und etwa 46 Kilometer nordwestlich von Clermont-Ferrand. Im Gemeindegebiet entspringt das Flüsschen Mousson, das zum Cher entwässert. Umgeben wird Espinasse von den Nachbargemeinden Saint-Maigner im Norden und Nordwesten, Saint-Julien-la-Geneste im Norden und Osten, Saint-Priest-des-Champs im Südosten, Biollet im Süden, Charensat im Südwesten, Roche-d’Agoux im Westen sowie Bussières im Westen und Nordwesten.

## Bevölkerungsentwicklung
| Jahr                       | 1962 | 1968 | 1975 | 1982 | 1990 | 1999 | 2006 | 2013 |
| -------------------------- | ---- | ---- | ---- | ---- | ---- | ---- | ---- | ---- |
| Einwohner                  | 543  | 507  | 411  | 355  | 274  | 285  | 320  | 294  |
| Quellen: Cassini und INSEE |      |      |      |      |      |      |      |      |

## Sehenswürdigkeiten
- Kirche Saint-Martin aus dem 15. Jahrhundert

## Gemeindepartnerschaften
Eine Partnerschaft besteht mit der deutschen Gemeinde Hohentengen in Baden-Württemberg.

## Weblinks

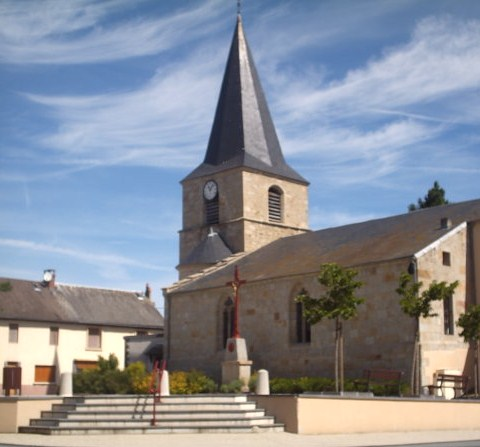
Kirche Saint-Martin